# Vladislav Hercegović Kosača
Vladislav Hercegović Kosača (?, 1426. ili 1427. - ?, 1490.), bosanski knez i vojvoda, stariji sin hercega Stjepana Vukčića. Braća su mu bili Stjepan (kasnije postao veliki vezir Ahmed-paša) i Vlatko, a sestre Katarina (kasnije bosanska kraljica) i Mara. Više puta sukobljavao se i mirio s ocem. 
Godine 1451. ustao je protiv oca zbog toga što mu je otac za sebe zadržao Vladislavovu zaručnnicu dovedenu iz Italije. Napao je oca te uz pomoć saveznika opustošio očeve zemlje i zauzeo nekoliko gradova. Iskoristio je prigodu kad mu se otac upleo u rat s Dubrovčanima. 15. kolovoza 1451. obećao je Dubrovčanima da će ustati protiv oca, što je učinio 29. ožujka 1452. godine. Tad su uz njega su u Humu bili mati Jelena, baka i Ivaniš Vlatković. Uz pomoć su kralja Tomaša i Petra Vojsalića zauzeli Blagaj, Tođevac, Vratar u Sutjesci, dva grada na Neretvi, Vjenčac u Nevesinju, Imotski, Kruševac i Novi u Luci. Tako je početkom travnja imao čitav Hum osim Ljubuškog, koji su također uspjeli zauzeti poslije. Ozbiljno je uspio ugroziti oca, no položaj mu se promijenio nagore kad se kralj Tomaš, inače hercegov neprijatlj, neočekivano vratio iz Huma u Bosnu. Stanje se ozbiljno pogoršalo kad su Mlečani zaposjeli Krajinu na hercegov nagovor. Od poraza ih je spasio ponovni Tomašev dolazak u Hum. Uslijedio je skori sukob Vladislava i Tomaša oko Blagaja.
Dolaskom Turaka, pomirio se s ocem i 1455. godine oženio se Anom Kantakuzen, nećakonjom Irene Jakšić, žene srpskog despota Đurđa Brankovića. Od 1453. godine često je bio u službi Osmanlija, Mlečana i ugarsko-hrvatskoga kralja Matije Korvina, koji mu je 1469. darovao utvrde Veliki i Mali Kalnik, kraj Križevaca. Prema drugim izvorima, Vladislav se mnogo prije iselio iz svoje domovine u Slavoniju, gdje je 1481. od Matije Korvina dobio gradove Veliki i Mali Kalnik u križevačkoj županiji te grad Morović u vukovskoj županiji. Njegovom se primjeru nadao brat Vlatko nakon što su ga Osmanlije nakon neuspješna pohoda 1481. stjerali u Herceg Novi koji su potom 1482. opsjeli.
Godine 1461. i 1462. ponovno je ustao protiv oca zbog neriješene razdiobe zemlje prema pomirbi 1453., jer je umjesto dogovorenog dobio samo tri grada u istočnom dijelu zemlje. Nije dobio traženu polovicu očevih zemalja, pa je zatražio pomoć od turskog sultana tog ljeta, sultan mu je dodijelio što poiska od očeve zemlje i postrojbe, nakon čega su Turci 1463. godine napali hercega Stjepana, porazili ga kod Breznice i na vlast doveli njegova sina Vladislava. Uz mletačko posredovanje pomirio se s ocem u lipnu i dobio od njega četvrtinu zemalja. Čim su se turske postrojbe povukle iz Bosne, okrenuo se protiv njih te srpnja zauzeo Ljubuški. U rujnu 1463. godine zatražio je od oca trećinu zemalja i otac je popustio zbog straha da se Vladislav opet ne prikloni Turcima, a u tome su posredovali Mlečani. Do kraja listopada očistio je najveći dio Huma od osmanskih posada. Jeseni te godine priklanja se Korvinu, koji ga je primio u ugarske velikaše. Vladislavu i sinu Balši dao je krajeve zapadnije od ist. Hercegovine: župe Uskoplje, Ramu i Livno s gradovima Veselom Stražom, Prozorom i Livnom. Godine 1465. planuo je ponovno sukob između oca i sina te ga je otac, smatrajući ga odgovornim za dolazak Turaka, izbacio iz oporuke, zbog čega se Vladislav zavadio s bratom Vlatkom. U to je vrijeme Isa-beg Ishaković pošao u pohod osvajanja hercegove zemlje. Napao je Vladislavove posjede, a ovaj se sklonio na Mljet, nakon čega su mu ostali samo Kameno Brdo, Mičevac kraj Trebinja, Livno te možda i Visući na Cetini. To je vrijeme Vladislav bio vrhovni mletački zapovjednik u Bosni, a potom se okreće napuljskomu kralju Ferdinandu I. čijim je izaslanicima ustupio dva svoja grada.
Godine 1467. otišao je u Slavoniju, na posjede u Kalniku, kamo je nešto kasnije doveo ženu Anu i sina Balšu (koje je bio prvo ostavio na Šipanu). 
Posjed Veliki Kalnik kralj je založio hrvatskom banu. Vladislav je tad bio "dux de Kelmek". 1481. kralj mu je dao posjed Morović. Nosio je dugo vremena naslov kneza, a neko vrijeme spominje ga se kao vojvodu i kao hercega.
Njegov sin, Balša Hercegović spominje se u Kalniku još 1510. godine. Nakon Vladislavove smrti 1490. godine obitelj je osiromašila. Vladislav se nalazi na popisu hodočansika prilikom hodočašća u Loreto.